# Dibutyl sebacate
 Dibutyl sebacate (DBS) là một chất hữu cơ, một este dibutyl của axit sebacic. Sử dụng chính là chất dẻo trong sản xuất chất dẻo, như là cellulose acetate butyrate, cellulose acetate propionate, ethyl cellulose, polyvinyl butyral, polyvinyl chloride, polystyrene, và nhiều cao su tổng hợp (đặc biệt là cao su nitril và neoprene) và các loại nhựa khác. Nó có thể được sử dụng cho chất dẻo được sử dụng trong ngành bao bì thực phẩm, chất dẻo được sử dụng cho các thiết bị y tế và cho các ứng dụng dược phẩm, ví dụ: như một chất làm dẻo cho lớp phủ màng của viên nén, hạt. Nó cũng được sử dụng làm chất bôi trơn trong kem dưỡng da và các phụ gia hương liệu trong đồ uống không cồn, kem, băng, bánh kẹo và các sản phẩm nướng. Nó cung cấp khả năng tương thích tuyệt vời với một loạt các vật liệu nhựa, đặc tính ưu việt ở nhiệt độ thấp và điện trở suất dầu tốt. Các tên khác của nó bao gồm Morflex, Kodaflex, polycizer, Proviplast 1944 và PX 404. Dibutyl sebacate cũng được sử dụng làm chất làm giảm độ mài mòn trong nhiên liệu Otto II, một loại thuốc độc torpedo. 